# جنگ نخست هند و پاکستان
جنگ نخست هند و پاکستان، جنگ‌ی بود که بین هند و پاکستان بر سر تصرف ایالت جامو و کشمیر در سال ۱۹۴۷ آغاز و در ۱۹۴۸ با میانجی‌گری سازمان ملل پایان یافت. این اولین جنگ از چهار جنگ هند و پاکستان بود که بین دو ملت تازه استقلال یافته وقوع یافت و مشهور به درگیری کشمیر شد. چند هفته پس از جدایی هند از پاکستان، پاکستان با به راه انداختن لشکر شبه نظامیان در وزیرستان، در تلاش برای تسخیر کشمیر، جنگ را برافروخت. نتیجه آن هنوز ژئوپلیتیک هر دو کشور را تحت تأثیر قرار می‌دهد.
هری سینگ، شاهزاده جامو و کشمیر، با شورش رعایای مسلمان خود در پونچ روبرو شده و کنترل مناطق غربی پادشاهی خود را از دست داد. در ۲۲ اکتبر ۱۹۴۷، شبه نظامیان قبیله‌ای پشتون پاکستان از مرزهای این کشور عبور کردند تا پایتخت هری سینگ، سرینگر را تصرف کنند، اما با رسیدن به بارامولا، دست به غارت برده و متوقف شدند. شاهزاده هری سینگ از هند درخواست کمک کرد؛ هند کمک را می‌پذیرفت اما منوط به امضای سند الحاق به هند بود.
این جنگ در ابتدا توسط نیروهای ایالتی جامو و کشمیر و شبه نظامیان قبایل سرحدی متصل به ولایات شمال غربی انجام شد. پس از پیوستن این ایالت به هندوستان در ۲۶ اکتبر ۱۹۴۷، نیروهای هندی با هواپیما به سریناگر، پایتخت ایالت منتقل شدند. افسران فرمانده انگلیس در ابتدا با اشاره به پیوستن این کشور به هند، از ورود نیروهای پاکستانی به درگیری خودداری کردند. با این حال، بعداً در سال ۱۹۴۸، آنها تسلیم شدند و اندکی بعد ارتشهای پاکستان وارد جنگ شدند. جبهه ها به تدریج در امتداد آنچه بعداً به عنوان خط کنترل شناخته شد، محکم شدند. آتش بس رسمی از ۱ ژانویه ۱۹۴۹ اعلام شد. نتیجه جنگ بی ثمر بود. با این حال بیشتر ارزیابی‌ها نشان می‌دهد که هند پیروز جنگ بود زیرا توانست با موفقیت از حدود دو سوم ایالت شاهنشاهی گذشته، از جمله دره کشمیر، جامو و لداخ دفاع کند.